# Джона Фелкон
Джона Адам Фелкон (англ. Jonah Adam Falcon; нар. 29 липня 1970) — американський актор, шоумен і сценарист.

## Біографія
Народився 29 липня 1970 року в Брукліні (Нью-Йорк). У 1988 році закінчив школу в Бронксі.
Суспільну увагу привернув до себе завдяки пенісу надзвичайно великого розміру. Вважає себе бісексуалом.

## Кар'єра
Фелкон з'являвся на телеекрані у другорядних ролях в трьох епізодах серіалу «Район Мелроуз», в трьох епізодах серіалу «Ед», а також у трьох епізодах серіалів «Закон і порядок» (присяжний № 2) та «Закон і порядок: Спеціальний корпус». Крім цього, з'являвся у поодиноких епізодах серіалів «Клан Сопрано» і «Секс у великому місті».
Фелкон також веде на кабельному каналі Time Warner Cable годинне шоу під назвою Talkin' Yankees Hosted by Jonah Falcon, присвячене бейсбольній команді.

## Пеніс
Фелкон привернув увагу ЗМІ після виходу в 1999 році документального фільму Private Dicks: Men Exposed, в якому кілька чоловіків в оголеному вигляді були опитані про їхні пеніси. Додатково цю тему підняв у червні 2003 року в нарисі про Фелкона журнал «Rolling Stone». «Rolling Stone» оцінив довжину пеніса Фелкона у 24 см в спокійному стані й 35 см в стані ерекції.
У січні 2006 року Фелкон знявся в документальному фільмі британського каналу Channel 4, під назвою «Найбільший пеніс у світі» (англ. The World's Biggest Penis). Ця особливість будови його тіла дозволила йому також кілька разів узяти участь у радіопрограмі Говарда Стерна.
У липні 2012 року у зв'язку з тією ж особливістю з ним стався інцидент на пункті особистого огляду в аеропорту Сан-Франциско, де сканер зафіксував наявність стороннього предмета під одягом актора. Джон заявив, що при подальших перельотах буде надягати велосипедні шорти, щоб не викликати підозру в охорони.

## Фільмографія
- Милість / Mercy (1995)
- Едді / Eddie (1996)
- Манхеттен від А до Я /  A, B, C... Manhattan (1997)
- Район Мелроуз  /  Melrose Place (1998)
- Закон і порядок  / Law & Order: Special Victims Unit (1999)
- Медіган / Madigan Men (2000)
- Ед / Ed (2000-2001)
- Ігри розуму  / A Beautiful Mind (2001)
- Вбити Смучі  / Death to Smoochy (2002)
- Остання справа Ламарки / City by the Sea (2002)
- Закон і порядок / Law & Order (2003)
- Клан Сопрано / The Sopranos (2006)
- Поцілунок на вдачу / Just My Luck (2006)
- Хибна спокуса / The Good Shepherd (2006)
- Крізь Всесвіт / Across the Universe (2007)
- Остання година / Zero Hour (2013)
- Булл  / Bull (2017)
- У всій красі зі Самантою Бі / Full Frontal with Samantha Bee (2017)
- Каратель / The Punisher (2017)
- Заднє сидіння / Backseat (2018)